# Boleslav II. Češki
Boleslav II. Pobožni (češko Boleslav II. Pobožný, poljsko Bolesław II. Pobożny) iz dinastije Přemyslidov je bil od leta 972 do svoje smrti vojvoda Češke, *  932 ?, Praga, † 7. februar 999, Praga.

## Vladanje
Boleslav je bil starejši sin vojvode Boleslava I. Okrutnega in brat treh Boleslavovih otrok, ki so preživeli otroštvo: Strahkvasa, Dubravke, žene vojvode Mješka  I. Poljskega, in opatinje Mlade. Mati je bila verjetno Biagota, skrivnostna oseba, znana samo s kovancev. Biagota je bila po mnenju nekaterih zgodovinarjev žena Boleslava I.

### Zavezništva
Boleslav II. je po očetovi smrti leta 972 prevzel oblast v vojvodini Češke kot kníže, kar se lahko prevede kot vojvoda ali knez. Tako kot njegov oče se je tudi Boleslav II. sprva prepiral z otonskimi kralji v Nemčiji. Leta 974 sta s poljskim vojvodom Mješkom I. podprla upornega bavarskega vojvodo Henrika II. v državljanski vojni proti cesarju Otonu II. Leta 976 je bil Henrik poražen in je pobegnil na Boleslavov dvor na Praški grad, nato pa so Otonove sile napadle češke dežele. Nazadnje je bil Boleslav med velikonočni prazniki v Quedlinburgu leta 978 prisiljen slovesno obljubiti zvestobo cesarju.
Po letu 980 so se odnosi s Poljsko poslabšali. Ko je leta 983 cesar Oton II. umrl in ga je nasledil njegov mladoletni sin Oton III.,  se je češko zavezništvo s Poljsko končalo. Boleslav se je ponovno povezal z upornim bavarskim vojvodom Henrikom, medtem ko je Mješko I. stopil na stran mladega nemškega kralja. Še več, ko je Boleslav zasedel saško mejno grofijo Meissen, je prekrižal načrte Mješkovega sina Boleslava, ki se je poročil s hčerko meissenskega mejnega grofa Ricdaga. Leta 987 se je moral Boleslav umakniti iz Meissena in okoli leta 990 sprožil dolgotrajen konflikt s Poljsko zaradi Šlezije in Malopoljske (poljsko-češka vojna). Leta 992 se je obrnil na stran kralja Otona III. in sodeloval v njegovem neuspešnem pohodu proti lužiškim plemenom med veliko slovansko vstajo leta 983.

### Združitev čeških dežel
Med Boleslavovo vladavino je bila leta 973 ustanovljena Praška škofija, zaradi katere mu je srednjeveški kronist Kozma Praški dal epitet "Pobožni". Resnici na ljubo je bila škofija pod jurisdikcijo nadškofa Mainza in cesar Oton II. je izsilil imenovanje saškega meniha Thietmarja (Dětmar) za prvega škofa.
Medtem se je leta 981 znova razplamtel boj za oblast s konkurenčno dinastijo Slavník, ko je knez Soběslav iz dinastije Slavník začel sklepati zavezništva s Poljaki in Sasi. Po smrti škofa Dětmarja leta 982 je bil za njegovega naslednika imenovan  Soběslavov brat Adalbert, pozneje znan kot sveti Adalbert Praški. Adalbert je kasneje zapustil svoj položaj, da bi leta 994 vodil misijon pri Starih Prusih. 
28. septembra 995 so Boleslavove sile in sile klana Vršovci vdrle v grad Libice na južnem Češkem in pobile tam zatečene člane dinastije Slavník. Boleslavovo brutalno zmagoslavje je zagotovilo enotnost Češke pod enim vladarjem.

## Zakonski zvezi in otroci
Boleslavova prva žena Adiva je bila morda hči angleškega kralja Edvarda Starejšega, ki jo angleški zgodovinarji poznajo kot "Ælfgifu, ki se je poročila s princem blizu Alp", vendar so dokazi za to šibki. 
Njegova druga žena je bila Ema Mělniška. Boleslavovega najstarejšega sina je zagotovo  rodila Adiva, matere ostalih pa ni mogoče z gotovostjo ugotoviti.
- Boleslav III. (ok. 965 – 1037), najstarejši sin in naslednik,
- Venčeslav, umrl v otroštvu,
- Jaromir (ok. 975 - 1035), od leta 1003 vojvoda Češke,
- Oldřich/Ulrik (ok.  975 – 1034), od leta 1012 vojvoda Češke.

Boleslav III. se je kmalu po očetovi smrti sprl z brati in bill eta 1002 odstavljen. Spori v dinastiji Přemyslidov so pretresali Češko vojvodino, dokler ni vojvoda Oldřich stabiliziral stanja v državi.

## Vira
- Krofta, Kamil (1957). "Bohemia to the Extinction of the Premyslids". V Tanner, J.R.; Previte-Orton, C.W.; Brooke, Z.N. (ur.). Cambridge Medieval History: Victory of the Papacy. Vol. VI. Cambridge University Press.
- Joanna A. Sobiesiak. Bolesław II Przemyślida (†999): Dynasta i jego państwo. Kraków: Avalon, 2006

| Boleslav II. Češki PřemyslidiRojen: 932 Umrl: 7. februar 999 |                       |                          |
| Predhodnik: Boleslav I.                                      | Vojvoda Češke 972–999 | Naslednik: Boleslav III. |